# 2018年平昌オリンピックのチャイニーズタイペイ選手団
2018年平昌オリンピックのチャイニーズタイペイ選手団（2018ねんピョンチャンオリンピックのチャイニーズタイペイせんしゅだん）は、2018年2月9日から25日まで大韓民国江原道平昌で開催された2018年平昌オリンピックのチャイニーズタイペイ選手団の名簿、及びその競技結果。

## 選手団
- 人員: 選手 4人
- 開会式旗手: 連徳安

## 種目別選手・スタッフ名簿及び成績

### リュージュ
- 連徳安（男子1人乗り）2:34.138、38位

### スピードスケート
- 宋青陽（男子500m）35.86、34位
- 戴ウィリアム（男子1500m）1:50.63、34位
- 黄郁婷
  - （女子500m）38.98、22位
  - （女子1000m）1:16.44、20位
  - （女子1500m）2:18.84、26位